# Speedy (Schiff, 2000)
Die Speedy ist eine Schnellfähre, die ehemals von der Reederei Warrings auf der Strecke von Bremen und Bremerhaven nach Helgoland eingesetzt war.

## Geschichte

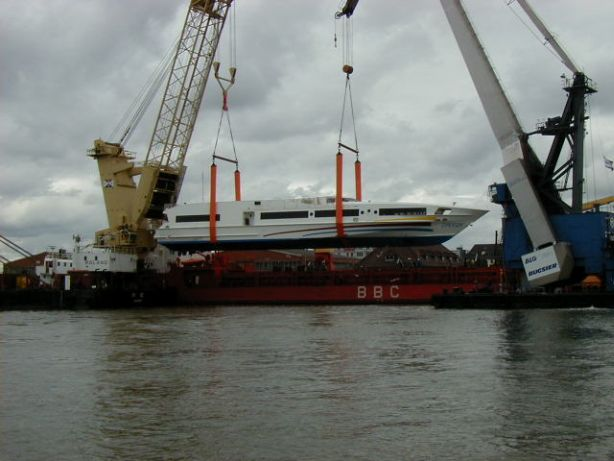
Die Speedy beim Löschen in Bremerhaven

Das Schiff wurde 2000 unter der Baunummer 191 bei WaveMaster International im australischen Henderson gebaut. Die Speedy war als Einrumpfschiff konzipiert. Die Baukosten betrugen rund 11 Millionen DM.
Die Speedy wurde im Jahr 2000 als Decksladung an Bord der Ditzum nach Bremerhaven verschifft, wo es am 9. August ankam. Getauft wurde es am 11. August 2000 an der Schlachte in Bremen.
Das Schiff wurde von der Reederei Warrings von Bremen (Martinianleger) und Bremerhaven (Seebäderkaje) nach Helgoland eingesetzt. In Helgoland entfiel das bei den Seebäderschiffen übliche Ausbooten der Fahrgäste, da die Speedy direkt im Hafen anlegen durfte. Zeitweise wurden aber auch Fahrten nach Wangerooge bzw. nach Sylt angeboten, bzw. Fahrten ab Bremen-Vegesack statt vom innenstadtnahen Martinianleger.

## Technische Daten
Angetrieben wird das Schiff von zwei Viertakt-Dieselmotoren von Caterpillar (Typ: 3516B) mit jeweils 2.009 kW Leistung, die über Getriebe auf zwei Propeller wirken. Das Schiff erreicht damit eine Geschwindigkeit von bis zu 30 kn. Für die Stromerzeugung stehen zwei Caterpillar-Dieselgeneratorsätze (Typ: 3304BT) mit jeweils 106 kVA Scheinleistung zur Verfügung. Die Reichweite des Schiffes beträgt bis zu 200 Seemeilen.
Die Höhe des Schiffes über der Wasserlinie beträgt maximal sechs Meter (ohne den hydraulisch klappbaren Mast). Dies war nötig, damit das Schiff die Brücken über die Weser in Bremen passieren konnte.

## Verbleib des Schiffes
Im April 2004 wurde das Schiff an das italienische Unternehmen Alilauro verkauft, das es als Anna Maria Lauro unter italienischer Flagge im Fährdienst von Neapel zu den dem Golf von Neapel vorgelagerten Inseln einsetzt.
Das Schiff wurde nach dem Verkauf an Bord des Schwergutschiffs Trina der Reederei Schiffahrtskontor Altes Land von Bremerhaven nach Neapel verschifft.